# Sesquialtera ridicula
Sesquialtera ridicula là một loài bướm đêm trong họ Geometridae.